# 汤金华
汤金华（1992年1月8日—），江苏南京人，中国女子羽毛球运动员。

## 簡歷
2009年1月，汤金华通過選拔進入中國國家羽毛球隊二队。自印度羽毛球公開賽開始與夏欢拍檔出戰女雙，並在第一次配對已打進八强；其後成为了固定的女双搭配，並代表中國參加亚青赛和世青赛。其中，她在亞羅士打舉行的世界青年羽毛球錦標賽中，先代表中青队夺得混合团体賽冠军；後在女双决赛中，夥拍夏欢擊敗印尼组合，奪得冠軍。
2010年，汤金华與搭档夏欢出戰瓜達拉哈拉舉行的世界青年羽毛球錦標賽，雖然協助中國衛冕混合團體冠軍，卻於女双决赛中不敵隊友包宜鑫/区冬妮，屈居亞軍。同年，她們又贏得了印度羽毛球大獎賽冠軍及越南羽毛球公開賽亞軍。

### 2013年世錦賽晉八強
2013年8月，汤金华參加中國廣州舉行的世界羽毛球錦標賽，分別與陶嘉明和马晋出戰混合雙打及女子雙打項目。混合雙打方面，她與陶嘉明首圈就以2比0淘汰馬來西亞組合；第二圈面對15號種子、國家隊隊友邱子瀚/包宜鑫，再以2比0勝出晉級；但在第三圈就以0比2（16-21、18-21）不敵另一組隊友，頭號種子徐晨/马晋，16強止步。在女雙方面，她與马晋在首圈輪空後，第二圈先以2比0輕取澳大利亞組合晉級；第三圈面對12號種子、香港組合潘樂恩、謝影雪，亦以2比0（21-9、21-16）輕鬆勝出；但至半準決賽，她們終以0比2（17-21、17-21）不敵隊友、5號種子的田卿/赵芸蕾，8強止步。賽後，汤金华表示世锦赛对她来说是一个挑战，但在赢了其他国家后再输给自己的队友，这样的结果她能够接受。

## 主要比賽成績

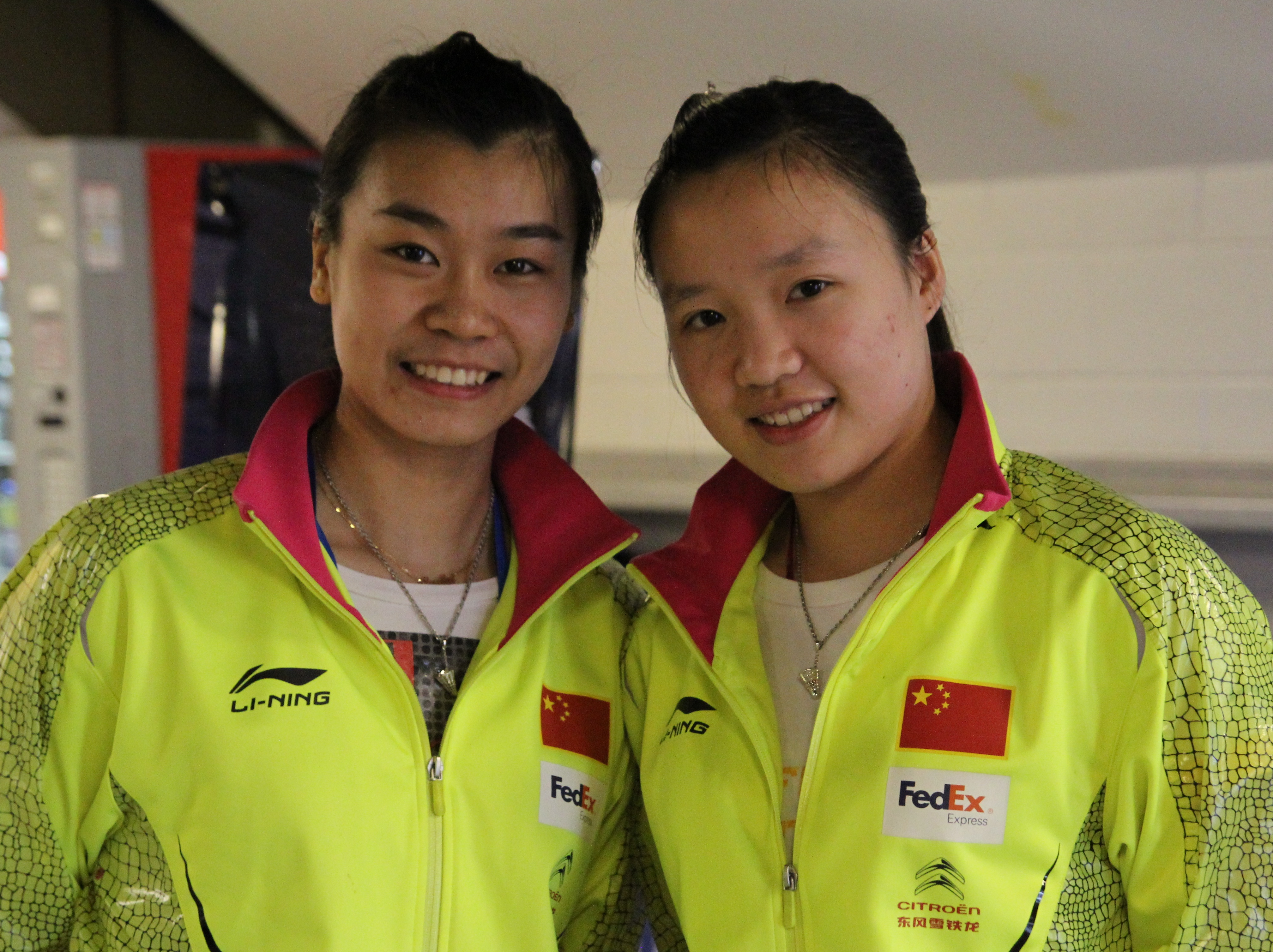
汤金华（左）与夏欢

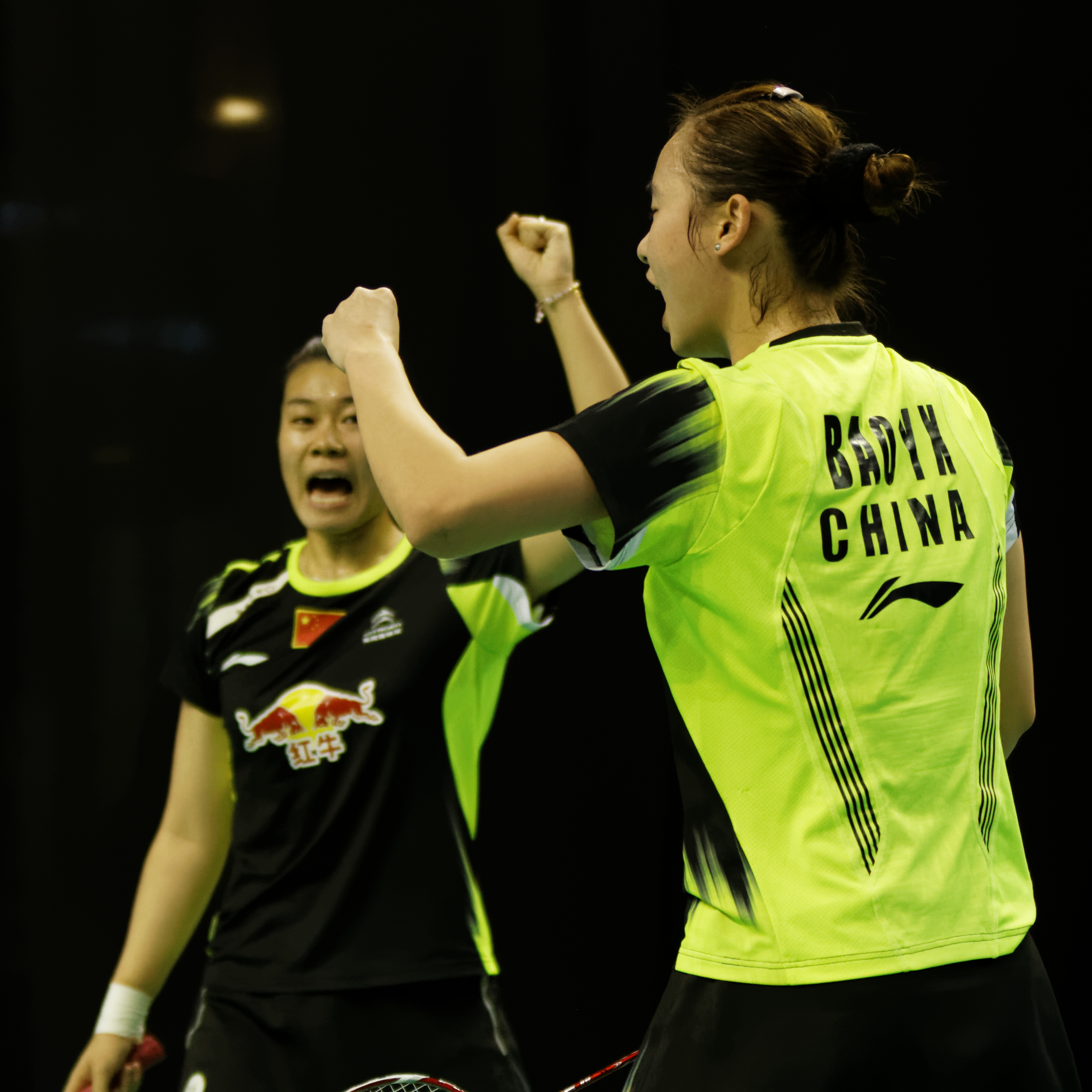
汤金华（左）与包宜鑫

只列出曾進入準決賽的國際賽事成績：
| 年份   | 賽事                     | 公開賽級別 | 項目     | 拍檔   | 成績   |
| ------ | ------------------------ | ---------- | -------- | ------ | ------ |
| 2009年 | 亞洲青年羽毛球錦標賽     | 其他       | 女子雙打 | 夏欢   | 金牌   |
| 2009年 | 世界青年羽毛球錦標賽     | 其他       | 混合團體 | －     | 金牌   |
| 2009年 | 世界青年羽毛球錦標賽     | 其他       | 女子雙打 | 夏欢   | 金牌   |
| 2010年 | 亞洲青年羽毛球錦標賽     | 其他       | 女子雙打 | 夏欢   | 金牌   |
| 2010年 | 世界青年羽毛球錦標賽     | 其他       | 混合團體 | －     | 金牌   |
| 2010年 | 世界青年羽毛球錦標賽     | 其他       | 女子雙打 | 夏欢   | 銀牌   |
| 2010年 | 越南羽毛球大獎賽         | 大獎賽     | 女子雙打 | 夏欢   | 亞軍   |
| 2010年 | 印度羽毛球大獎賽         | 大獎賽     | 女子雙打 | 夏欢   | 冠軍   |
| 2010年 | 印度羽毛球大獎賽         | 大獎賽     | 混合雙打 | 刘沛轩 | 冠軍   |
| 2011年 | 中國羽毛球大師賽         | 超級賽     | 女子雙打 | 夏欢   | 冠軍   |
| 2011年 | 中國羽毛球首要超級賽     | 首要超級賽 | 女子雙打 | 夏欢   | 亞軍   |
| 2011年 | 韓國羽毛球黃金大獎賽     | 黃金大獎賽 | 女子雙打 | 夏欢   | 準決賽 |
| 2012年 | 德國羽毛球黃金大獎賽     | 黃金大獎賽 | 女子雙打 | 夏欢   | 冠軍   |
| 2012年 | 全英羽毛球首要超級賽     | 首要超級賽 | 女子雙打 | 夏欢   | 準決賽 |
| 2012年 | 瑞士羽毛球黃金大獎賽     | 黃金大獎賽 | 女子雙打 | 夏欢   | 冠軍   |
| 2012年 | 泰國羽毛球黃金大獎賽     | 黃金大獎賽 | 女子雙打 | 夏欢   | 準決賽 |
| 2012年 | 泰國羽毛球黃金大獎賽     | 黃金大獎賽 | 混合雙打 | 陶嘉明 | 冠軍   |
| 2012年 | 中國羽毛球大師賽         | 超級賽     | 混合雙打 | 邱子瀚 | 亞軍   |
| 2012年 | 丹麥羽毛球首要超級賽     | 首要超級賽 | 女子雙打 | 马晋   | 冠軍   |
| 2012年 | 法國羽毛球超級賽         | 超級賽     | 女子雙打 | 马晋   | 冠軍   |
| 2012年 | 香港羽毛球超級賽         | 超級賽     | 女子雙打 | 包宜鑫 | 準決賽 |
| 2012年 | 澳門羽毛球黃金大獎賽     | 黃金大獎賽 | 混合雙打 | 陶嘉明 | 準決賽 |
| 2013年 | 韓國羽毛球首要超級賽     | 首要超級賽 | 女子雙打 | 马晋   | 亞軍   |
| 2013年 | 德國羽毛球黃金大獎賽     | 黃金大獎賽 | 女子雙打 | 马晋   | 亞軍   |
| 2013年 | 全英羽毛球首要超級賽     | 首要超級賽 | 女子雙打 | 马晋   | 準決賽 |
| 2013年 | 瑞士羽毛球黃金大獎賽     | 黃金大獎賽 | 混合雙打 | 张楠   | 亞軍   |
| 2013年 | 亞洲羽毛球錦標賽         | 其他       | 女子雙打 | 马晋   | 銀牌   |
| 2013年 | 印尼羽毛球首要超級賽     | 首要超級賽 | 女子雙打 | 马晋   | 準決賽 |
| 2013年 | 中國羽毛球大師賽         | 超級賽     | 女子雙打 | 马晋   | 亞軍   |
| 2013年 | 日本羽毛球超級賽         | 超級賽     | 女子雙打 | 马晋   | 冠軍   |
| 2013年 | 荷蘭羽毛球大獎賽         | 大獎賽     | 女子雙打 | 包宜鑫 | 冠軍   |
| 2013年 | 荷蘭羽毛球大獎賽         | 大獎賽     | 混合雙打 | 鲁恺   | 準決賽 |
| 2013年 | 丹麥羽毛球首要超級賽     | 首要超級賽 | 女子雙打 | 包宜鑫 | 冠軍   |
| 2013年 | 法國羽毛球超級賽         | 超級賽     | 女子雙打 | 包宜鑫 | 冠軍   |
| 2013年 | 香港羽毛球超級賽         | 超級賽     | 女子雙打 | 包宜鑫 | 冠軍   |
| 2013年 | 澳門羽毛球黃金大獎賽     | 黃金大獎賽 | 女子雙打 | 包宜鑫 | 冠軍   |
| 2013年 | 世界羽聯超級系列賽總決賽 | 首要超級賽 | 女子雙打 | 马晋   | 亞軍   |
| 2014年 | 韓國羽毛球超級賽         | 超級賽     | 女子雙打 | 包宜鑫 | 冠軍   |
| 2014年 | 馬來西亞羽毛球首要超級賽 | 首要超級賽 | 女子雙打 | 包宜鑫 | 冠軍   |
| 2014年 | 瑞士羽毛球黃金大獎賽     | 黃金大獎賽 | 女子雙打 | 包宜鑫 | 冠軍   |
| 2014年 | 瑞士羽毛球黃金大獎賽     | 黃金大獎賽 | 混合雙打 | 柴飚   | 亞軍   |
| 2014年 | 新加坡羽毛球超級賽       | 超級賽     | 女子雙打 | 包宜鑫 | 冠軍   |
| 2014年 | 優霸盃                   | 其他       | 女子團體 | －     | 金牌   |
| 2015年 | 全英羽毛球首要超級賽     | 首要超級賽 | 女子雙打 | 钟倩欣 | 準決賽 |
| 2015年 | 印度羽毛球超級賽         | 超級賽     | 女子雙打 | 包宜鑫 | 準決賽 |
| 2015年 | 中國羽毛球大師賽         | 黃金大獎賽 | 女子雙打 | 钟倩欣 | 冠軍   |
| 2015年 | 澳洲羽毛球超級賽         | 超級賽     | 女子雙打 | 田卿   | 亞軍   |
| 2015年 | 印尼羽毛球首要超級賽     | 首要超級賽 | 女子雙打 | 田卿   | 冠軍   |
| 2015年 | 法國羽毛球超級賽         | 超級賽     | 女子雙打 | 黄雅琼 | 冠軍   |
| 2016年 | 德國羽毛球黃金大獎賽     | 黃金大獎賽 | 女子雙打 | 黄雅琼 | 冠軍   |
| 2016年 | 瑞士羽毛球黃金大獎賽     | 黃金大獎賽 | 女子雙打 | 黄雅琼 | 準決賽 |
| 2016年 | 優霸盃                   | 其他       | 女子團體 | －     | 金牌   |
| 2017年 | 馬來西亞羽毛球首要超級賽 | 首要超級賽 | 女子雙打 | 黄雅琼 | 亞軍   |
| 2017年 | 中國羽毛球大師賽         | 黃金大獎賽 | 女子雙打 | 黃雅瓊 | 亞軍   |
| 2017年 | 蘇迪曼盃                 | 其他       | 混合團體 | －     | 銀牌   |
| 2017年 | 印尼羽毛球首要超級賽     | 首要超級賽 | 混合雙打 | 刘雨辰 | 準決賽 |
| 2018年 | 中國陵水羽毛球大師賽     | 超級100賽  | 女子雙打 | 于小含 | 準決賽 |
| 2018年 | 優霸盃                   | 其他       | 女子團體 | －     | 銅牌   |
| 2018年 | 美國羽毛球公開賽         | 超級300賽  | 女子雙打 | 于小含 | 冠軍   |
| 2018年 | 亞洲運動會羽毛球比賽     | 其他       | 女子團體 | －     | 銀牌   |

| 2007-2017年 | 首要超級賽 | 超級賽 | 黃金大獎賽 | 大獎賽 | 國際挑戰賽 | 國際系列賽 | 未來系列賽 | 其他 |

| 2018-2026年 | 總決賽 | 超級1000賽 | 超級750賽 | 超級500賽 | 超級300賽 | 超級100賽 | 國際挑戰賽 | 國際系列賽 | 未來系列賽 | 其他 |

### 世界冠軍頭銜
汤金华在羽毛球生涯中共奪得2項羽毛球世界冠軍頭銜。
| 賽事   | 奪冠次數 | 年份                       |
| ------ | -------- | -------------------------- |
| 尤伯杯 | 2        | 2014年、2016年（女子團體） |
| 總計   | 2        |                            |

### 奧運會和世錦賽參賽紀錄
|          | 搭檔   | 2013 | 2014 |
| -------- | ------ | ---- | ---- |
| 女子雙打 | 马晋   | 8強  | －   |
| 女子雙打 | 包宜鑫 | －   | 32強 |
|          |        |      |      |
| 混合雙打 | 陶嘉明 | 16強 | －   |